# Ernő Rubik

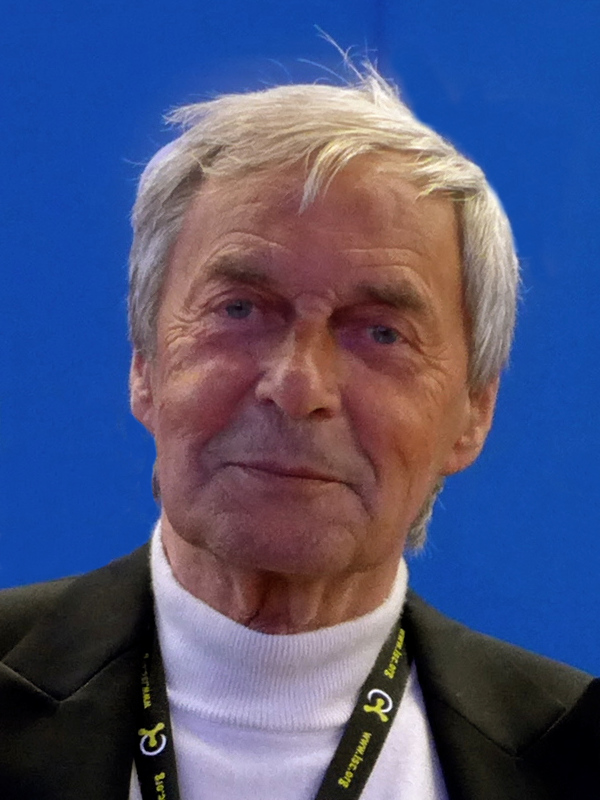
Ernő Rubik (2014)

Der Zauberwürfel machte Rubik weltbekannt

Ernő Rubik [ˈɛrnøː ˈrubik] (* 13. Juli 1944 in Budapest, Ungarn) ist ein ungarischer Bildhauer, Architekt und Designer an der Hochschule für Industrielle Kunst in Budapest. Bekannt wurde er als Erfinder des Zauberwürfels (Rubik’s Cube). Außerdem erfand er Rubik’s Magic und vermarktete Rubiks Uhr.

## Leben
Rubiks Vater, der mit Vornamen ebenfalls Ernő hieß, war Flugingenieur und Entwickler des in der Nachkriegszeit beliebten Segelflugzeugs Rubik R-26 Góbé; die Mutter war Dichterin. 1967 machte Rubik sein Diplom als Bauingenieur an der Technischen und Wirtschaftswissenschaftlichen Universität Budapest und nahm anschließend Studien der Bildhauerei und Innenarchitektur auf. Von 1971 bis 1975 arbeitete er als Architekt, kehrte dann an die Akademie zurück und wurde Professor an der Moholy-Nagy-Universität für Kunsthandwerk und Gestaltung in Budapest.
In den frühen 1980er Jahren war er Herausgeber einer Spiel- und Rätselzeitschrift mit dem Namen … És játék („… und Spiel“) und machte sich 1983 mit der Gründung des Rubik Stúdió, in dem er Möbel und Spiele entwarf, selbständig. 1987 erhielt er eine unbefristete Stellung als Professor und wurde 1990 Präsident der Ungarischen Ingenieursakademie. Dort gründete er die Internationale Rubik-Stiftung, um besonders begabte junge Ingenieure und Industrie-Designer zu fördern.
Zurzeit arbeitet er hauptsächlich an der Entwicklung von Videospielen sowie auf dem Gebiet der Architektur und leitet immer noch das Rubik-Studio.

## Zauberwürfel und weitere Erfindungen

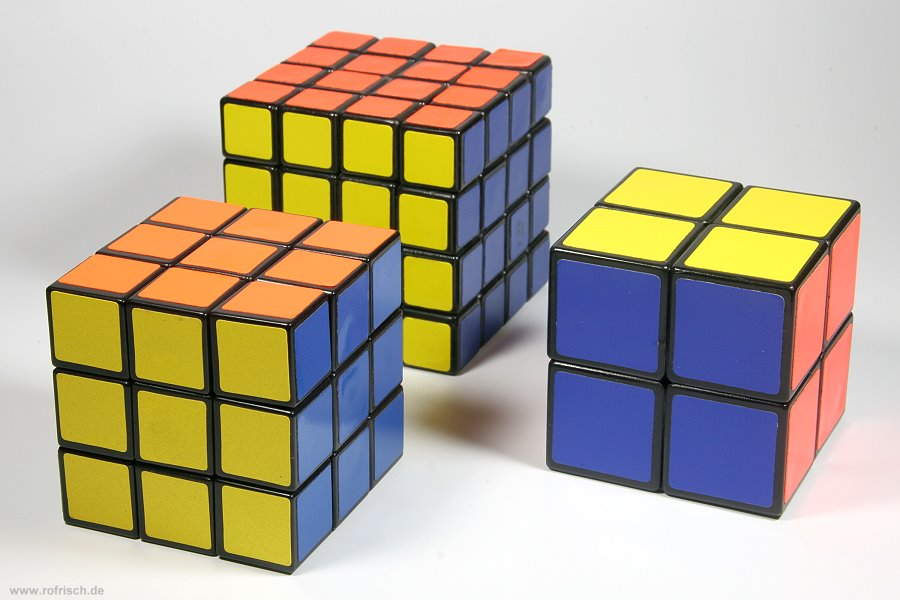
Cube (3×3×3), Revenge (4×4×4), Mini Cube (2×2×2)

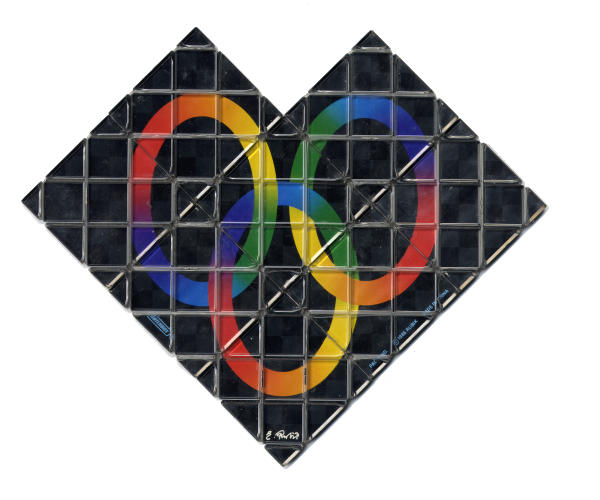
Rubik’s Magic

Im Jahre 1974 gelang Rubik mit der Konstruktion des nach ihm benannten Zauberwürfels ein großer kommerzieller Erfolg. In der Folge erdachte er weitere Rätsel und mechanische Geduldsspiele, die meist unter seinem Namen vermarktet wurden. Doch keines der nachfolgenden mechanischen Rätsel und mathematischen Brettspiele konnte an den Erfolg des Würfels anknüpfen. Mehr oder weniger erfolgreich waren:
- Rubik’s Tac Toe
- Rubik’s Cube (3×3×3)
- Rubik’s Mini Cube (2×2×2)
- Rubik’s Professor Cube (5×5×5)
- Rubik’s Kalender Cube
- Rubik’s Magisches Domino (ein 2×3×3-Quader)
- Rubik’s Snake
- Rubik’s Rings
- Rubik’s Revenge (4×4×4)
- Rubik’s Magic
- Rubik’s Magic 12 (größere Variante mit 5 Ringen)
- Rubik’s Snake Keychain
- Rubik’s Double Tangram
- Rubik’s UFO Puzzle
- Rubik’s World (Ball)
- Rubik’s Bricks
- Rubik’s Clock
- Rubik’s Mirror Block Puzzle
- Rubik’s Delta Ball
- Rubik’s Tangle
- Rubik’s Rabbits
- Rubik’s 360

## Ehrungen und Auszeichnungen
- 1978 – Messepreis der Internationalen Messe Budapest für den Zauberwürfel[1]
- 1980 – Preis für Spielzeug des Jahres für den Zauberwürfel: Bundesrepublik Deutschland, USA, Vereinigtes Königreich, Frankreich[1]
- 1981 – Preis für Spielzeug des Jahres für den Zauberwürfel: Finnland, Schweden, Italien[1]
- 1982 – Preis für Spielzeug des Jahres für den Zauberwürfel: Vereinigtes Königreich (zum zweiten Mal)[1]
- 1982 – The Museum of Modern Art, New York wählte den Zauberwürfel für seine permanente Ausstellung aus[1]
- 1983 – Ungarischer Staatspreis für das Verständlichmachen von 3-D-Strukturen[1]
- 1988 – Juvenile Prize from the State Office of Youth and Sport[1]
- 1995 – Dénes Gabor Preis von der Novofer Stiftung als Anerkennung für die Innovation[1]
- 1996 – Ányos Jedlik Preis vom ungarischen Patentamt[1]
- 1997 – Preis für die Reputation Ungarns (1997)[1]
- 2007 – Kossuth-Preis (der angesehenste ungarische Kulturpreis[1])
- 2008 – Moholy-Nagy Preis – von der Moholy-Nagy-Universität für Kunsthandwerk und Gestaltung[1]
- 2008 – Benennung eines Asteroiden nach ihm: (133250) Rubik
- 2009 – EU-Botschafter des Jahres für Kreativität und Innovation[2]
- 2010 – USA Science and Engineering Festival Award[3]
- 2010 – Ungarischer Verdienstorden, Komtur mit Stern
- 2010 – Prima Primissima Preis
- 2012 – My Country Preis
- 2014 – Ungarischer Sankt-Stephans-Orden – Ungarns höchster Verdienstorden[4]
- 2014 – Ehrenbürger der Stadt Budapest[5]
- 2015 – Mitglied der Academia Europaea